# Anton Nartnik - Černivec
Anton Nartnik - Černivec, slovenski partizan, politik in gradbinec, * 8. maj 1903, Dolenje njive nad Škofjo Loko, † 18. julij 1944, Pristava nad Stično
Član komunistične partije je postal leta 1936. Kmalu po okupaciji Jugoslavije, leta 1941, je postal sekretar Okrožnega komiteja KPS Kranj in Škofja Loka, bil pa je tudi načelnik pokrajinskega načelstva Narodne zaščite za Gorenjsko. Od 15. maja do 15. julija 1944 je bil udeleženec VI. partijskega tečaja pri CK KPS.
Pri povratku s 6. partijskega tečaja CK KPS so 18. junija 1944 na Pristavi nad Stično padli štirje aktivisti z Gorenjske, med njimi tudi Anton Nartnik.
Leta 1949 so v Kranju, kjer je živel in deloval, ustanovili strelsko družino z njegovim imenom.  Po njem se imenuje Nartnikova ulica na Laborah. Pokopan je na pokopališču na Planini v Kranju.